# Holbæks kommun
Holbæks kommun (danska: Holbæk Kommune) är en kommun i Region Själland i östra Danmark. Kommunen hade före kommunreformen 34 672 invånare (2004) och en yta på 159,47 km². Staden Holbæk är centralort.
Vid danska kommunalreformen 2007 slogs kommunen samman med Jernløse kommun, Svinninge kommun, Tornveds kommun och Tølløse kommun.